# Jō Kondō
Jō Kondō (jap. 近藤 譲, Kondō Jō; * 28. Oktober 1947 in der Präfektur Tokio) ist ein japanischer Komponist.

## Leben und Wirken
Kondō studierte bis 1972 Komposition an der Universität Tokio. Ein Stipendium des John D. Rockefeller III Fund ermöglichte ihm 1977–78 einen Aufenthalt in New York. Hier lernte er mit John Cage, Morton Feldman und Steve Reich drei Komponisten kennen, die ihn in seinem eigenen Schaffen maßgeblich beeinflussten.
1979 gab er Gastvorlesungen an der University of Victoria in British Columbia. 1980 gründete er das Musica Practica Ensemble, ein Kammerorchester für zeitgenössische Musik, das er bis zu dessen Auflösung 1991 leitete. Als Senior Fellow des British Council lebte er 1986 in London. Im Folgejahr war er Composer in Residence an der Hartt School of Music in Hartfort, Connecticut, und gab Sommerkurse an der Dartington International Summer School in England, deren Kompositionsklassen er 2000 leitete. Kondō ist Professor emeritus an der Ochanomizu-Frauenuniversität in Tokio.
Kondō komponierte weit über einhundert Werke, darunter Solowerke und Kammermusik ebenso wie Stücke für großes Orchester und elektronische Musik. Sein Werk stand 2005 im Mittelpunkt des Huddersfield Contemporary Music Festivals und 2011 des Tanglewood Contemporary Music Festival. 2012 wurde er Ehrenmitglied der American Academy of Arts and Letters.